# Wartburg (bilmærke)
 For alternative betydninger, se Wartburg (flertydig). (Se også artikler, som begynder med Wartburg)
Wartburg er et tidligere bilmærke fra DDR, der blev produceret af den østtyske bilproducent VEB Automobilwerk Eisenach under det statsejende køretøjskonglomerat IFA fra 1956 til 1991. Navnet stammer fra borgen af samme navn, der er beliggende med udsigt over produktionsstedet i Eisenach i Thüringen.
Wartburg-modellerne var noget dyrere end den mest solgte bil fra DDR, Trabant, og opnåede i 1950’erne og 1960’erne en vis succes på eksportmarkederne i Vesten. I 1976 var 19 % af alle biler fremstillet i DDR af mærket Wartburg.

## Mærkets oprindelse
Den 5. december 1896 blev Fahrzeugfabrik Eisenach AG (da.: Køretøjsfabrik Eisenach) grundlagt af et bankkonsortium under ledelse af Heinrich Erhardt. Selskabet skulle fremstille militære køretøjer og cykler. Daimler/Cannstatt og Benz/Mannheim blev kort efter overtaget af selskabet. Virksomheden påbegyndte serieproduktion af motoriserede vogne, der blev bygget på licens fra franske Decauville. De første modeller blev solgt under navnet "Wartburg" og solgte godt og fik succes i motorløb. Selskabet eksporterede en model "Cosmobile" til USA, og ved udløb af licenserne udviklede virksomheden hurtigt en bred vifte af egne modeller.
Den første "Wartburg Kuskvogn" blev udviklet i 1899 og var udstyret med en firetakts encylindret vandkølet hækmotor. Modellerne blev hurtigt udviklet, og den næste model modtog 22 førstepriser på motorudstillinger, bl.a. grundet modellens evne til at kunne køre op til 60 km/t. Allerede i 1902 kunne en to-personers racer ved et racerløb i Frankfurt am Main køre 120 km/t. I 1904 havde selskabet udviklet modellen DIXI, der blev en succes for Eisenacher Automobile, der i 1928 blev opkøbt og lagt under BMW. BMW producerede biler og senere motorcykler på fabrikken i Eisenacher og genoplivede kortvarigt mærket Wartburg som navnet for BMW's første sportsvogn BMW 3/15 DA-3 "Wartburg", der blev produceret fra 1930 til 1931.

## Bilmærke i DDR
Ved afslutningen af 2. verdenskrig var Thüringen beliggende i den sovjetiske besættelseszone, og Sovjetunionen beslaglagde BMW's fabrikker i Eisenach. Den sovjetiske militæradministration grundlagde Sowjetische AG Maschinenbau Awtowelo, Werk BMW Eisenach, der genoptog produktionen af BMW biler på fabrikken baseret på BMW's førkrigsmodeller. Bilerne blev solgt under BMW's mærke indtil 1952, hvor Sovjetunionen overdrog ejerskabet til fabrikken til DDR's myndigheder, der ændrede navnet til Eisenach Motorwerke. Bilerne blev herefter solgt som EMW.
DDR's ejerskab var placeret i det statsejede køretøjs- og motorkonglomerat Industrieverband Fahrzeugbau (IFA). IFA fortsatte produktionen af biler i DDR baseret på de tyske førkrigsmodeller. IFA's første DDR-model var IFA F8, der var baseret på Auto Unions DKW F8, der blev fremstillet på Auto Unions nationaliserede fabrik i Zwickau i Sachsen. IFA påbegyndte kort efter produktionen af en anden oprindelig DKW-model, DKW F9, der blev solgt som IFA F9 og senere som EMW 309.
EMW 309 blev i 1950'erne videreudviklet med et forlænget chassis og opgraderet teknik. Den nye bil blev produceret af BMW's tidligere fabrik i Eisenanch under IFA's produktionsenhed VEB Automobilwerk Eisenach (AWE) og introduceret i 1956. EMW-navnet blev opgivet og bilen i stedet kaldet Wartburg 311. Herefter blev fremstillet en række Wartburg-modeller, indtil produktionen ophørte efter DDR's sammenbrud og Tysklands genforening. Alle modeller var drevet af en trecylindret totaktsmotor oprindeligt udviklet af DKW i 1939, indtil den sidste model fra 1988, Wartburg 1.3, der var drevet af en moderne Volkswagen-motor fremstillet på licens i DDR.

## Overblik over modeller

### Wartburg 311 (1956–1965)
Med Wartburg 311 blev det gamle Wartburg-mærke genoplivet. Betegnelsen 311, og de følgende (313, 312, 353 ), er i BMW-traditionen - alle BMW'er og EMW'er fremstillet i Eisenach havde trecifrede tal, der alle begyndte med et "3"; F9 blev bygget i Eisenach som "309".
Med sit velformede, moderne karrosseri, funktionelle koncept og forskellige varianter opnåede Wartburg 311 mere international anerkendelse end nogen anden personbil i DDR. På det økonomiske område var modellen af stor værdi for DDR, der med eksporten opnåede adgang til udenlandsk valuta.
Ved produktionsstart i slutningen af 1955 havde Wartburg 311 med en slagvolumen på 900 cm³ en effekt på 28 kW (37 hk) ved 4000 omdr./min. Med motoren boret ud til 992 cm³ ("Wartburg 1000"), blev ydelsen fra 1962 forøget til 33 kW (45 hk) ved 4250 omdr./min. Den af fabrikken angivne tophastighed steg med 10 km/t til 125 km/t. Motoren var den af DKW udviklede totakts 3-cylindrede rækkemotor.
Wartburg 311 blev fremstillet i 11 varianter, herunder som sedan, stationcar, limousine, cabriolet, coupé, varevogn og sportsvogn.
Wartburg 311 forblev i produktion indtil 1965. Der blev produceret i alt 247.368 Wartburg 311, hvoraf hovedparten blev eksporteret.

### Wartburg 312 (1965–1967)
Chassisset på Wartburg 311 var baseret på en konstruktion fra før krigen. Der var et væsentlig behov for at levere en ny moderne bil, og der blev sat et udviklingsarbejde i gang, der ledte til udviklingen af Wartburg 353, men for at undgå produktionsstop i forbindelse med omlægningen af produktionen, blev overgangen til 353 foretaget trinvis. Derfor blev model 312 introduceret i 1962 som en overgang til den nye ventede 353-model.
På trods af at Wartburg 312 på overfladen lignede 311 på flere punkter, var der under karrosseriet en række ændringer i affjedring m.v., ligesom chassiset var nyt. Motorerne var fortsat den trecylindrede totaktsmotor med 992 cc.
Modellen forblev i produktion indtil 1967.

### Wartburg 313 (1957–1960)
På basis af Wartburg 311 blev der mellem 1957 og 1960 fremstillet en to-personers roadster, der fik betegnelsen 313.
Det moderne design vakte opsigt, da modellen blev introduceret, og ved Imported Car Show i New York i 1958 blev Wartburg 313 tildelt titlen "Most Beautiful European Passenger Car". Prominente ejere var Manfred von Ardenne, Eberhard Cohrs, Otto Grotewohl og Karl-Eduard von Schnitzler.
Motoreffekten blev øget fra 37 hk i standardversionen af Wartburg 311 til 50 hk ved 4500 omdr./min., hvilket gav bilen en tophastighed på 140 km/t. Stigningen i ydeevne blev opnået ved hjælp af et dobbelt karburatorsystem og øget kompressionsforhold fra 6,7:1 til 7,9:1. Motoren var ellers den samme som i 311.
Der blev fremstillet knap 500 eksemplarer af modellen.

### Wartburg 353 (1966–1988)
Wartburg 353 blev introduceret den 1. juni 1966. Modellen var som forgængerne 311 og 312 udstyret med totaktsmotor og forhjulstræk, men benyttede det moderniserede chassis fra 312. Det nye var karrosseriet, der gav bilen et dengang mere moderne udtryk end forgængerne.
Som med Wartburg 311 blev innovationer gradvist introduceret i Wartburg 353 under den løbende produktion. De væsentligste ændring var overgangen til Wartburg 353W i 1975 (W = videreudvikling) og et facelift i 1985, der flyttede køleren foran motoren, således at modellen fik en ny midtersektion foran uden separat gitter og modificerede forlygter.
Produktionen af Wartburg 353 ophørte i 1988 efter 22 år og mere end 1,2 millioner køretøjer fremstillet af modellen. 353 blev afløst af Wartburg 1.3.

### Wartburg 355 (Prototype)
I 1968 udviklede AWE en ny variant af Wartburg 353. Resultatet blev en tredørs coupé/hatchback med frontmotor og karrosseri af (glasfiber-armeret plast. AWE fremstillede mellem 5-8 prototyper af den nye model. En af prototyperne blev udstyret med en motor fra Renault med et slagvolumen på 1397 cm³ og 72 hk.
Modellen var tænkt som en eksportmodel, men udviklingen trak ud. Som følge af oliekrisen i 1973 blev den videre udvikling indstillet og projektet opgivet.
En prototype er udstillet på Dresden Transportmuseum og én på museet i Eisenach.

### Wartburg 1.3 (1988–1991)
Wartburgs modeller havde siden begyndelsen været drevet af tre-cylindrede totaktsmotorer baseret på DKW's motorer, der var udviklet før krigen. Markedet efterspurgte i stigende grad de mere avancerede firetaktsmotorer, og Automobilwerk Eisenach begyndte allerede i 1960'erne udviklingen af en ny firetaktsmotor til brug i Warturg-modellerne. En ny motor var klar i 1972. Med et slagvolumen på 1,6 liter og 82 hk kunne den nye motor med relativt små justeringer blive installeret i Wartburg 353 i stedet for den forældede tre-cylindrede totaktsmotor. Forslaget om at påbegynde produktion af den nye motor blev imidlertid afvist af DDR's regering, der ikke ønskede at foretage de nødvendige investeringer. Som følge heraf fortsatte produktion af 353 med totaktsmotor udviklet i 1939. Konsekvensen var bl.a., at Wartburgs forholdsvis store eksport til Vesten gradvist aftog op igennem 1970'erne, da efterspørgslen efter totaktsmotorer forsvandt. I DDR var der fortsat efterspørgsel, da der ikke i DDR var tilstrækkelig produktionskapacitet til at følge med efterspørgslen, og idet DDR ikke importerede firtaktmodeller fra Vesten.
I 1984 indgik SED's centralkomitésekretær for økonomiske anliggender, Günter Mittag, en aftale med Volkswagen om licensproduktion af VW Polo motoren EA 111, hvorefter der i DDR skulle fremstilles VW-motorer til VW og til bilindustrien i DDR. Volkswagens EA 111-motor var imidlertid for stor til motorrummet på Wartburg 353, hvilket nødvendiggjorde et komplekst redesign af modellens front og drev og dermed en væsentlig større investering. Økonomien i DDR var på daværende tidspunkt anstrengt, og der blev ikke afsat midler til redesign af 353'erens øvrige elementer.
Den redesignede 353 med VW's firtaktsmotor med 58 hk og en ny firetrins gearkasse blev sat i serieproduktion i oktober 1988. Den nye model, der fik navnet Wartburg 1.3, var i vidt omfang baseret på 353'erens karrosseri, og den visuelle forskel til forgængeren var ikke stor. Interiøret var ligeledes stort set som i 353.
Yderligere ændringer foretaget i de følgende måneder kunne ikke skjule det faktum, at bilens design var over 20 år gammelt. Eksporten var på dette tidspunkt stort set indstillet, og modellen var årtier efter vestlige standarder.
Efter den Tysklands genforening i 1991 var Wartburg usælgelig, og produktionen ophørte i april 1991. Af de over 1.600.000 køretøjer produceret i DDR var der i Tyskland den 1. januar 2021 ifølge Kraftfahrt-Bundesamt fortsat indregistreret 8.400 eksemplarer.

## Produktionssteder
Indtil 1955 blev Wartburg-modellerne fremstillet af AWE Eisenach i Eisennacn, men herefter blev produktionen udvidet til også at omfatte produktion følgende steder i DDR:
- VEB Karosseriewerke Halle (KWH, tidligere Ludwig Kathe & Sohn) – Stationcars
- VEB Karosseriewerk Dresden/Radeberg (KWD, tidligere Gläser) – stationcarkarosserier
- VEB Automobilwerke Ludwigsfelde – Varebiler
- VEB Waggonbau Gotha – Chassis til Wartburg 353W og 1.3

## Eksport
En betydelig del af Wartburg-produktionen blev eksporteret. I 1975 blev de 54.050 producerede eksemplarer af Wartburg-modeller fordelt som følger:
- 34.250 til eksport, 8.941 til DDR's befolkning, 7.300 til Genex (en salgsorganisation i DDR og i udlandet, hvor der skulle betales med vestlig valuta), 556 til investorer og 3.003 til statslige organer.[13]

De største eksportmarkeder var Ungarn og Polen. Wartburg 311 solgte også godt i Vesten, hvor Belgien, Finland, Storbritannien og Holland var de store aftagere, men også Danmark, Grækenland, Island og Spanien købte mange Wartburg biler. I 1960 blev solgt 1.215 Type 311'ere i USA i 1960.
Fra 1956 blev Wartburg (oprindeligt IFA F9) eksporteret til Finland, der udviklede sig til det største eksportmarked målt i antal. Til tider blev der solgt op til 2.000 biler årligt. Antallet af indregistrerede Wartburg i Finland udgjorde i 1969 udgjorde flåden omkring 10.000 køretøjer og steg til omkring 13.000 i 1979. I 1980'erne faldt salget også i Finland. Mens der blev solgt 1.146 biler i 1981, var det kun 402 i 1987. I 1999 var der stadig 732 køretøjer i det finske register.
I løbet af 1970'erne faldt salget i Vesten. Kun få lande uden egen bilproduktion, såsom Belgien, Danmark, Finland, Grækenland og Spanien, importerede stadig køretøjer i et lille antal i begyndelsen af 1980'erne.